# Peter Kemp (soldado y escritor)
Peter Mant MacIntyre Kemp (Bombay, 19 de agosto de 1913 – Londres, 30 de octubre de 1993), conocido como Peter Kemp, fue un militar inglés y escritor.
Hijo de un juez de la India británica, Kemp estudió en el Wellington College y luego en el Trinity College de Cambridge, donde estudió literatura clásica y leyes. Adquirió fama por su participación en la Guerra Civil Española y en la Segunda Guerra Mundial como miembro de la Dirección de Operaciones Especiales.

## Guerra Civil Española
Como ardiente conservador y monárquico estaba alarmado por la expansión del comunismo; y, en noviembre de 1936, poco después del fin del asedio de Alcázar de Toledo, abandonó sus proyectos profesionales y viajó a España para integrarse en una unidad carlista del bando sublevado. Entró en España como periodista avalado por Collin Brooks, entonces editor del Sunday Dispatch, "para transmitir noticias y escribir artículos desde los frentes de guerra españoles." Fue destinado más tarde a la Legión española dónde, en una distinción rara para un no español, se le concedió el mando de una sección. Kemp recibió a menudo burlas de sus camaradas españoles acerca de si era masón, debido a su origen protestante. Herido en varias ocasiones, continuó luchando hasta que sufrió lesiones de consideración en la mandíbula y en las manos, en el verano de 1938, como consecuencia del estallido de una granada de mortero, siendo entonces repatriado a Inglaterra.

## Segunda Guerra Mundial
Kemp tuvo la oportunidad de conocer a sir Douglas Dodds-Parker, jefe del MIR, que era un pequeño departamento de la Oficina de Guerra y precursor de la Dirección de Operaciones Especiales (SOE, por sus siglas en inglés). Se convirtió en uno de los primeros alumnos de la Escuela de Entrenamiento de Operaciones Combinadas. Fue enviado a Gibraltar en el navío HMS Fidelity. Luego participó en una misión de persecución de un submarino alemán, pero un destructor británico disparó por error contra el submarino en el que viajaba Kemp y la misión fue abandonada. Posteriormente recibió entrenamiento como paracaidista y comando y realizó varias incursiones con destino a la Francia ocupada cruzando el Canal de la Mancha. A finales de 1944 una misión en Polonia finalizó con su captura por el Ejército Rojo. Liberado después de tres semanas como prisionero del NKVD en espantosas condiciones, pasó otros dos meses en Moscú, a la espera de una visa de salida. Más tarde fue lanzado en paracaídas sobre Tailandia, en mayo de 1945, y contribuyó a la liberación de los campos de internamiento de los soldados aliados. En Tailandia colaboró en el suministro de armamento a los franceses que combatían contra Vietminh, a través de la frontera de Laos. Más tarde, en 1949, fue enviado a Albania, donde permaneció diez meses realizando operaciones clandestinas de desestabilización contra el régimen comunista albanés de Enver Hoxha. La tuberculosis lo obligó a retirarse del ejército.

## Vida posterior
Terminada la guerra Kemp trabajó en el campo de los seguros y se dedicó a escribir. Como corresponsal de The Tablet viajó a Hungría para informar sobre la Revolución Húngara de 1956 y ayudó a algunos estudiantes a escapar a Austria. Viajó al Congo Belga durante el conflicto que terminó con la independencia del Zaire y también cubrió revoluciones en América Central y del Sur como corresponsal extranjero para The Spectator. Su primer libro fue Mine Were of Trouble (en español Legionario en España) y en él describe sus experiencias en la Guerra Civil Española. No Colours or Crest relata sus experiencias de guerra en Polonia y Albania como agente del Special Operations Executive y Alms for Oblivion sus actividades de posguerra en Bali y Lombok. Antes de morir, en 1990, publicó su autobiografía con el título The Thorns of Memory.

## Obra

### Libros
- Mine Were of Trouble (1957)
- No Colours or Crest (1958)
- Alms for Oblivion (1962)
- The Thorns of Memory (1990)